# Ichneumon punctor
Ichneumon punctor là một loài tò vò trong họ Ichneumonidae.